# Orphinus aethiops
Orphinus aethiops es una especie de escarabajo de piel del género Orphinus, orden Coleoptera. Fue descrita por Arrow en 1915.

## Descripción
Mide 2,5-3,5 mm de longitud.

## Distribución y hábitat
Se distribuye por Angola, Camerún, Nigeria, Mauricio, Sumatra y China. La especie ha sido encontrada a elevaciones que sobrepasan los 900 m s. n. m.